# Лойтхойссер-Шнарренбергер, Сабина
Сабина Лойтхойссер-Шнарренбергер (нем. Sabine Leutheusser-Schnarrenberger; род. 26 июля 1951, Минден) — немецкий политик (Свободная демократическая партия). В СвДП она является главной фигурой социально-либерального крыла. Лойтхойссер-Шнарренбергер занимала должность федерального министра юстиции Германии в кабинете Гельмута Коля с 1992 по 1996 год, а также вновь во втором кабинете Ангелы Меркель в 2009—2013 годах.

## Молодость и работа
Родилась в Миндене (земля Северный Рейн — Вестфалия). После окончания средней школы в Миндене в 1970 году изучала право в Геттингене и Билефельде. В 1975 году успешно сдала первый государственный экзамен в Хамме, в 1978 году — второй государственный экзамен в Дюссельдорфе.
В 1979—1990 годах Лойтхойссер-Шнарренбергер работала в немецком патентном ведомстве в Мюнхене. Когда она покинула организацию, она была управляющим директором.
В дополнение к её полномочиям депутата бундестага Лойтхойссер-Шнарренбергер работала в качестве юриста в Мюнхене с 1997 года.

## Политическая карьера
В 1978 году вступила в Свободную демократическую партию. С 1991 года она является членом федерального совета СвДП.
С 12 декабря 1990 года Лойтхойссер-Шнарренбергер является членом германского бундестага. 18 мая 1992 года она приняла присягу в качестве федерального министра юстиции Германии. В 1995 году общественность Германии широко обсуждала вопрос о неуязвимости частной области посредством акустического наблюдения (Großer Lauschangriff буквально 'большая атака подслушивания'). В этом дискуссии Лойтхойссер-Шнарренбергер решительно выступала против расширения права государства вмешиваться в частные владения граждан. После того как члены СвДП решили поддержать консервативное руководство ХДС в этом вопросе, она ушла с должности в январе 1996 года.
С мая 1997 года Лойтхойссер-Шнарренбергер является членом руководящего комитета СвДП (бюро). С 2 декабря 2000 года стала председателем СвДП в федеральной земле Бавария.
Лойтхойссер-Шнарренбергер дважды избиралась заместителем председателя парламентской группы СвДП с 2 февраля 2001 года до 2 октября 2002 года и с 27 сентября 2005 года до 28 октября 2009 года.
Лойтхойссер-Шнарренбергер также активна в Совете Европы. С 2003 по 2009 год она была членом немецкой делегации на Парламентской ассамблее Совета Европы.
В 2019 году подписала «Открытое письмо против политических репрессий в России».

## Личная жизнь
Лойтхойссер-Шнарренбергер овдовела в 2006 году. Её отец — доктор Хорст Лойтхойссер, адвокат и заместитель мэра Миндена, а также член коллегии ХДС. Её дядя — Вольфганг Штаммбергер, является одним из её предшественников на посту министра юстиции (1961—1962).
Награждена орденом «За заслуги перед Федеративной Республикой Германия» 1 степени.